# Penninisch Gebergte
Het Penninisch Gebergte, in het Engels gewoonlijk The Pennines genoemd, is een bergketen van ongeveer 400 kilometer lengte in het noorden van Engeland. Het hoogste punt is met 893 meter de Cross Fell in Cumbria.

## Ruggengraat van Engeland
Het gebergte vormt van zuid naar noord een ononderbroken keten vanaf het Peak District in de Midlands (nabij Derbyshire), door de zogenaamde Yorkshire Dales, delen van de regio Groot-Manchester, het West-Penninische veengebied in Lancashire en Cumbrian Fells tot aan de North Pennines, waarbij het dal van de Tyne de noordelijke grens van het gebergte markeert. 
Over het gebergte loopt de Pennine Way, een lange-afstandswandelroute van 463 km lang van zuid naar noord waarbij ook de Cheviot Hills ten noorden van de Tyne worden aangedaan. De route eindigt net over de grens met Schotland.

## Klimaat
De westkant van het gebergte krijgt door de meestal westelijke winden veel meer regen dan de oostkant. Er ontstaan door de omhoog geduwde lucht orografische stijgingsregens. Zo valt er in Manchester  in het westen 806 mm neerslag per jaar en in Leeds, dat ongeveer 70 km verderop oostelijk van de bergen in de regenschaduw ligt, slechts 660 mm neerslag per jaar.

## Geografie
Het gebergte fungeert als belangrijkste waterscheiding in Noord-Engeland en verdeelt het land in de westelijke en de oostelijke gebieden.
- De rivieren de Eden, Ribble en de Mersey ontspringen alle in het Penninisch Gebergte en stromen naar de Ierse Zee in het westen.
- Aan de andere kant van de waterscheiding stromen de Tyne, Tees, Wear, Swale, Ure, Calder, Aire, Don en de rivier de Trent naar de Noordzee in het oosten.

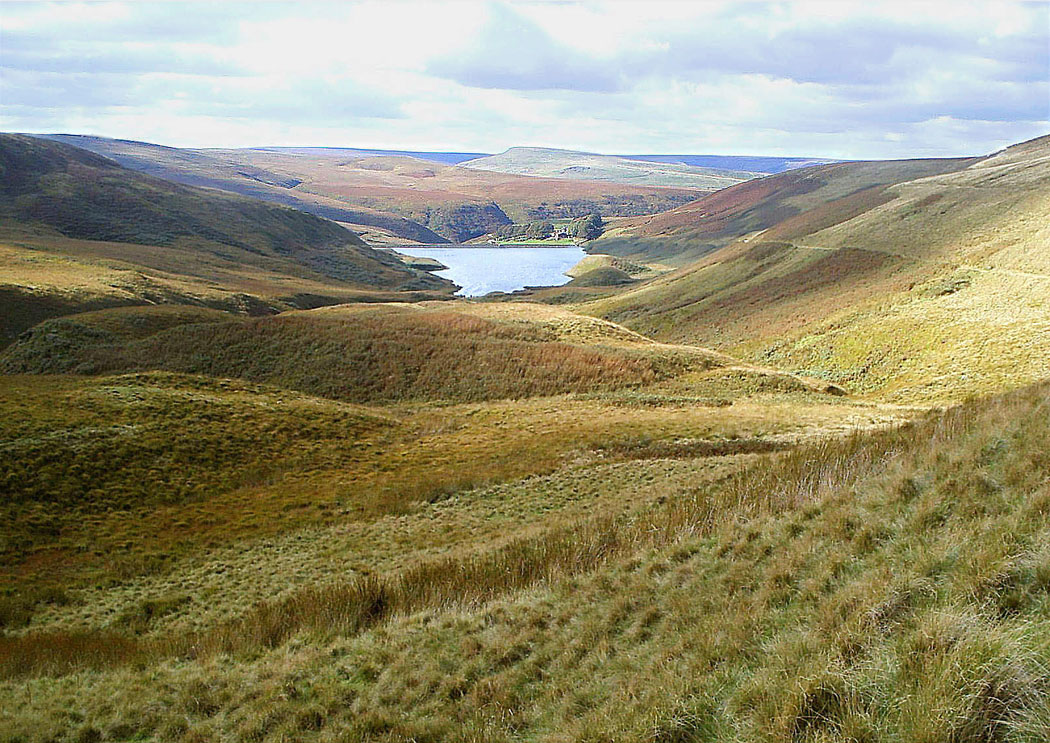
Een typisch Penninisch landschap